# Cour-et-Buis
Cour-et-Buis – miejscowość i gmina we Francji, w regionie Owernia-Rodan-Alpy, w departamencie Isère.
Według danych na rok 1990 gminę zamieszkiwało 571 osób, a gęstość zaludnienia wynosiła 42 osób/km² (wśród 2880 gmin regionu Rodan-Alpy Cour-et-Buis plasuje się na 1082. miejscu pod względem liczby ludności, natomiast pod względem powierzchni na miejscu 869.).